# Radiochirurgie
Radiochirurgie, auch stereotaktische Einzeldosiskonvergenzbestrahlung, ist eine Form der Strahlentherapie, bei der ein kleines Volumen im Körper einzeitig, d. h. in einer Sitzung, aber mit sehr hoher Dosis bestrahlt wird, sodass es unmittelbar zerstört wird. Die Wirkung des Eingriffs ist wesentlich stärker als bei einer üblichen, auf viele kleine Einzeldosen fraktionierten Strahlentherapie, aber er setzt höchste Präzision voraus. Der bestrahlte Körperteil wird fixiert und darf sich während der Bestrahlung nicht bewegen. In der Regel ist das nur im Bereich des Gehirnschädels möglich.

## Anwendung
Radiochirurgie wird häufig zur Behandlung von gut- und bösartigen Hirntumoren, Metastasen, Tumoren der Hirnnerven und der Hirnanhangsorgane wie Meningeome, Neurinome sowie Hypophysenadenome eingesetzt. Auch Fehlbildungen der Blutgefäße im Gehirn wie die Arteriovenöse Malformation  gehören zu den radiochirurgisch behandelbaren Erkrankungen. In der Augenheilkunde können Melanome der Aderhaut therapiert werden, und in der Neurologie die Trigeminusneuralgie.

## Geschichte
Die Hochpräzisionsstrahlenbehandlung wurde erstmals 1968 von dem schwedischen Neurochirurgen Lars Leksell zusammen mit dem schwedischen Physiker Börje Larsson mit dem Gamma-Knife durchgeführt. Sein Konzept einer einzeitigen hochpräzisen Bestrahlung unter Schonung der das Zielgebiet umfassenden Strukturen nannte Lars Leksell Radiosurgery in Anspielung auf die reklamierte „chirurgische Präzision“. Moderne strahlentherapeutische Einrichtungen verwenden oft kein Gamma-Knife, sondern  Linearbeschleuniger für denselben Zweck, die aber mit der Präzision eines Gamma-Knife nicht immer mithalten können. 
Bei einem neueren Produkt, dem Cyberknife, ist der Linearbeschleuniger auf einem Industrieroboter montiert. 
Bei der neuesten Entwicklung in diesem Bereich, dem Gerät ZAP-X, wird ebenfalls ein Linearbeschleuniger eingesetzt, der sich bei diesem Gerät allerdings auf einer gyroskopischen Aufhängung befindet. Bei Cyberknife wie auch bei ZAP-X wird ein am Knochen fixierter, stereotaktischer Rahmen nicht mehr benötigt.

## Durchführung
Die radiochirurgische Behandlung wird ambulant oder im Rahmen eines kurzen stationären Aufenthaltes durchgeführt. Beim Gamma-Knife wird ein stereotaktischer Rahmen mit vier kleinen Dornen von außen am knöchernen Schädel befestigt. Alternativ erfolgt die Fixierung mittels einer vorab gefertigten angepassten Maske. Nun werden angiographische, computertomographische oder kernspintomografische Aufnahmen angefertigt, die den Tumor möglichst genau zeigen. Markierungen am stereotaktischen Rahmen erlauben es, am Computer einen individuellen Bestrahlungsplan zu berechnen, der aus einem oder mehreren (bis zu 20) kugelförmigen, überlagerten Teilfeldern besteht. Im Idealfall umhüllt die 100 %-Isodose des Bestrahlungsfeldes exakt den Krankheitsprozess. Nun wird ein Strahlenpunkt (Teilfeld) nach dem anderen in das Rotationszentrum des Linearbeschleunigers bzw. in das Isozentrum gebracht und bestrahlt, bis die zuvor geplante Feldform erreicht ist. Statt wie früher von Hand erfolgt diese Positionierung heute vollautomatisch und mit höchster Präzision. Beim Gammaknife wird der stereotaktische Rahmen nach der Behandlung wieder abgenommen.
Da während einer radiochirurgischen Behandlung der Krankheitsherd nicht einfach entfernt, sondern abgetötet wird, ist es erforderlich, den Verlauf in Abständen regelmäßig zu kontrollieren. Während Hirnmetastasen in der Regel schon nach sechs Wochen deutlich schrumpfen, benötigen Meningeome oder Akustikusneurinome hierfür deutlich länger, weswegen je nach Art der Erkrankung Kontrollintervalle zwischen sechs Wochen und einem Jahr festgelegt werden.

## Anwender
Eine radiochirurgische Behandlung erfolgt in verschiedenen Kliniken, beispielsweise: Universitätsklinikum Gießen und Marburg (Standort Marburg), Universitätsklinikum Erlangen, dem Rudolf-Virchow-Krankenhaus, Berlin oder dem Universitätsklinikum Düsseldorf.